# Бгаджан

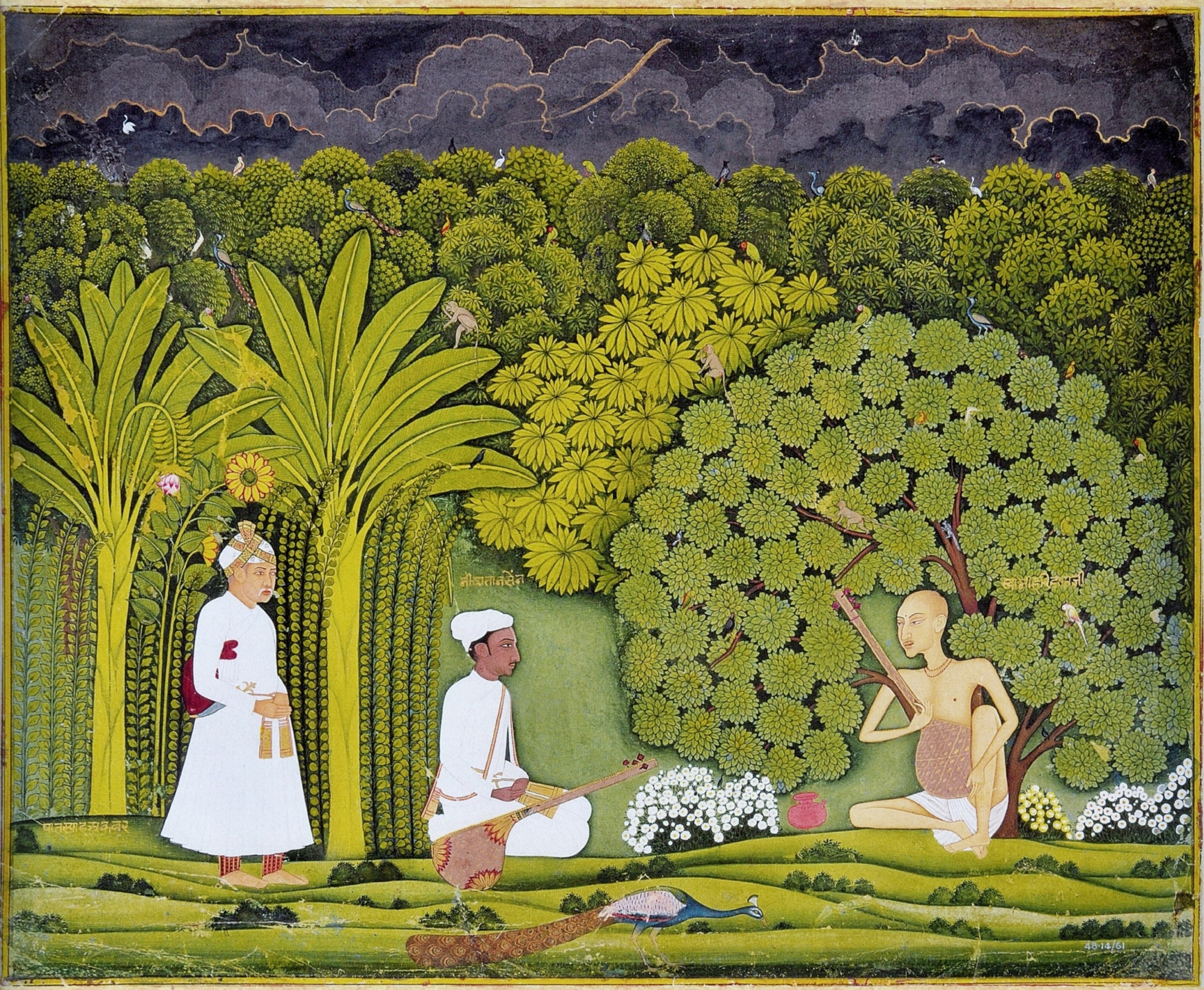
Харідас Свамі навчає Тансена в присутності Акбара

Бга́джан (гінді भजन від санскр. भज bhaj «вшановувати») - релігійний спів в індуїзмі, іноді стародавнього походження. Термін «бгаджан» часто використовується як синонім «кіртана». Бгаджаном також називають просто духовну діяльність, спрямовану на задоволення Бога.
Практика співу бгаджанів характерна для традицій бгакті в індуїзмі, зокрема для вайшнавізму. Бгаджан це дійство, яке допомагає людині відчути себе ближче до своєї істинної духовної сутності (Дживи, атмана), та/або до Бога (Брахмана й Ішвари). Як правило, Бгаджан - це ліричні пісні, що виражають почуття любові і відданості Богу в одній з Його форм або іпостасей. Часто в бгаджанах описуються ліли, імена та риси обраного божества. Оспівування бгаджанів і кіртанів є популярним способом поклоніння серед послідовників традицій бгакті в індуїзмі. Така популярність також викликана тим, що багато гуру у своїй проповіді підкреслюють важливість співу бгаджанів. Свою форму бгаджанів також використовують у суфістському кауалі.
Бгаджани уходять своїм корінням у стародавню ведичну традицію. Музика, що традиційно використовується для бгаджанів, зазвичай є індійська класична музика, яка ґрунтується на рагах і талах. Для бгаджана використовуються всі традиційні індійські музичні інструменти, такі як віна, саранґі, вену (флейта), мріданґа й табла.
Історично, традиція бгаджану походить з ведичної традиції співу гімнів «Сама-веди», третьої Веди писань індуїзму. Бгаджани відрізняються від санскритських шлок своїм легким духом, простою обробкою і глибоким відгуком серед маси населення. Бгаджани зазвичай оспівують у групі віруючих, яку веде обраний соліст. Традиційними темами для бгаджанів є різні історії й епізоди з життя богів і святих, уривки з їх віровчень, а також опис рис і слави богів.
Бгаджан як жанр пройшов довгий шлях розвитку. Традиційні форми співу бгаджанів, такі як нірґуни, ґоракханатгі, валлабгапантгі, аштачгар та мадгура-бгакті, формувалися впродовж століть. Кожна традиція має свій набір бгаджанів і свої методи їх оспівування. Традиція бгаджану Південної Індії відома як сампрад'я бгаджан.
В Середньовіччі, Тулсідас, Сурдас, Міра Баї, Нароттама Даса (засновник стилю чаран-хаті), Кабір та інші склали багато бгаджанів і виступили засновниками ряду стилів цього жанру. У другій половині XX століття, такі композитори як Вішну Діґамбар Палушкар та Вішну Нараян Бгаткханде почали використовувати в традиції бгаджан індійську класичну музику, якій історично відводилося «елітне» місце в індійській музичній культурі. Таким чином вони демократизували традицію раги. У той час як більшість індуїстів слідують традиційним формам співу бгаджанів, деякі послідовники індуїзму також експериментують використовуючи не-індійські інструменти, наприклад ґітару і домішують інші музичні стилі, такі як джаз. Особливо це характерно для індуїстських рухів, що мають велике число прихильників на Заході, таких як Міжнародне Товариство Свідомості Крішни.